# Hospital Paulistano
El Hospital Paulistano es un centro hospitalario privado ubicado en el barrio de Bela Vista, en la ciudad de São Paulo, Brasil. Entre sus principales especialidades se encuentra la oncología, siendo el principal hospital del grupo Américas en São Paulo. Está acreditado por la JCI (Joint Commission International)  y la Sociedad Estadounidense de Oncología Clínica (certificación ASCO QOPI).

## Historia

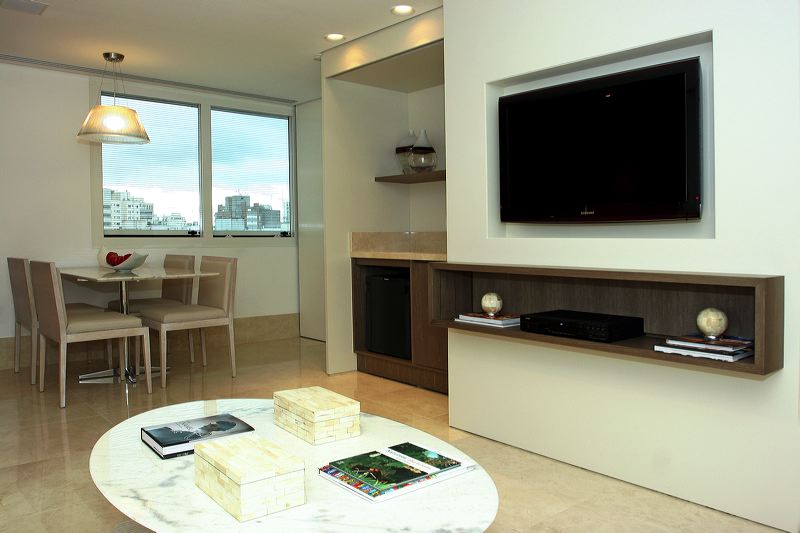
Suite del ala VIP.

Llamado en un principio Hospital Nossa Senhora do Carmo, el Hospital Paulistano fue fundado en 1947 por los doctores Nicolau Mancini, Dante Smilari Lacovini, Romeu Bertelli y Armando Pocci.
En 1971 se inauguró un nuevo edificio con 162 camas distribuidas en pabellones y apartamentos. En 1988, el hospital cambió de nombre, convirtiéndose en Hospital Paulistano.
En el año 2000, el Hospital Paulistano inició amplias renovaciones y se modernizaron sus instalaciones.

### Características
Cuenta con un ambulatorio con especialidades como oncología, hematología, urología, mastología, cirugía oncológica, neurocirugía, entre otras. En su centro de infusión se tratan pacientes oncológicos y no oncológicos mediante infusión de quimioterapias e inmunoterapias. Centro quirúrgico especializado, con cirugía robótica disponible y unidad de diagnóstico con PET-CT, resonancia, tomografía y ecografía, además de procedimientos como biopsia guiada por imagen y tratamiento con Radium-223.